# Cedar Point (Kansas)
Cedar Point es una ciudad ubicada en el condado de Chase en el estado estadounidense de Kansas. En el año 2010 tenía una población de 28 habitantes y una densidad poblacional de 140 personas por km².

## Geografía
Cedar Point se encuentra ubicada en las coordenadas 38°15′39″N 96°49′18″O / 38.260888, -96.821662 (38.260888, -96.821662).

## Demografía
Según la Oficina del Censo en 2000 los ingresos medios por hogar en la localidad eran de $28,750 y los ingresos medios por familia eran $36,250. Los hombres tenían unos ingresos medios de $40,000 frente a los $42,500 para las mujeres. La renta per cápita para la localidad era de $16,102. Alrededor del 3.6% de la población estaban por debajo del umbral de pobreza.